# Sint-Silvesterkappel
Sint-Silvesterkappel (Frans: Saint-Sylvestre-Cappel) is een gemeente in de Franse Westhoek, in het Franse Noorderdepartement (Frans: département du Nord). De gemeente ligt in Frans-Vlaanderen in de streek het Houtland. Sint-Silvesterkappel grenst aan de gemeenten Terdegem, Eke, Kaaster, Hondegem en Sint-Mariakappel. De gemeente telde 1.151 inwoners op 1 januari 2022.

## Geschiedenis en naam
De gemeente ligt aan het vroegere tracé van de Romeinse heirbaan tussen Kassel en Kaaster. In de vijftiende eeuw werd het dorp nog Hillewaertscappel genoemd. De huidige naam werd aangenomen rond het jaar 1538.

De kerk van Sint-Silvesterkappel bij nacht

## Geografie
De oppervlakte van Sint-Silvesterkappel bedroeg op 1 januari 2022 8,14 vierkante kilometer; de bevolkingsdichtheid was toen 141,4 inwoners per km². Sint-Silvesterkappel ligt in het Houtland op een hoogte van 28-58 meter.

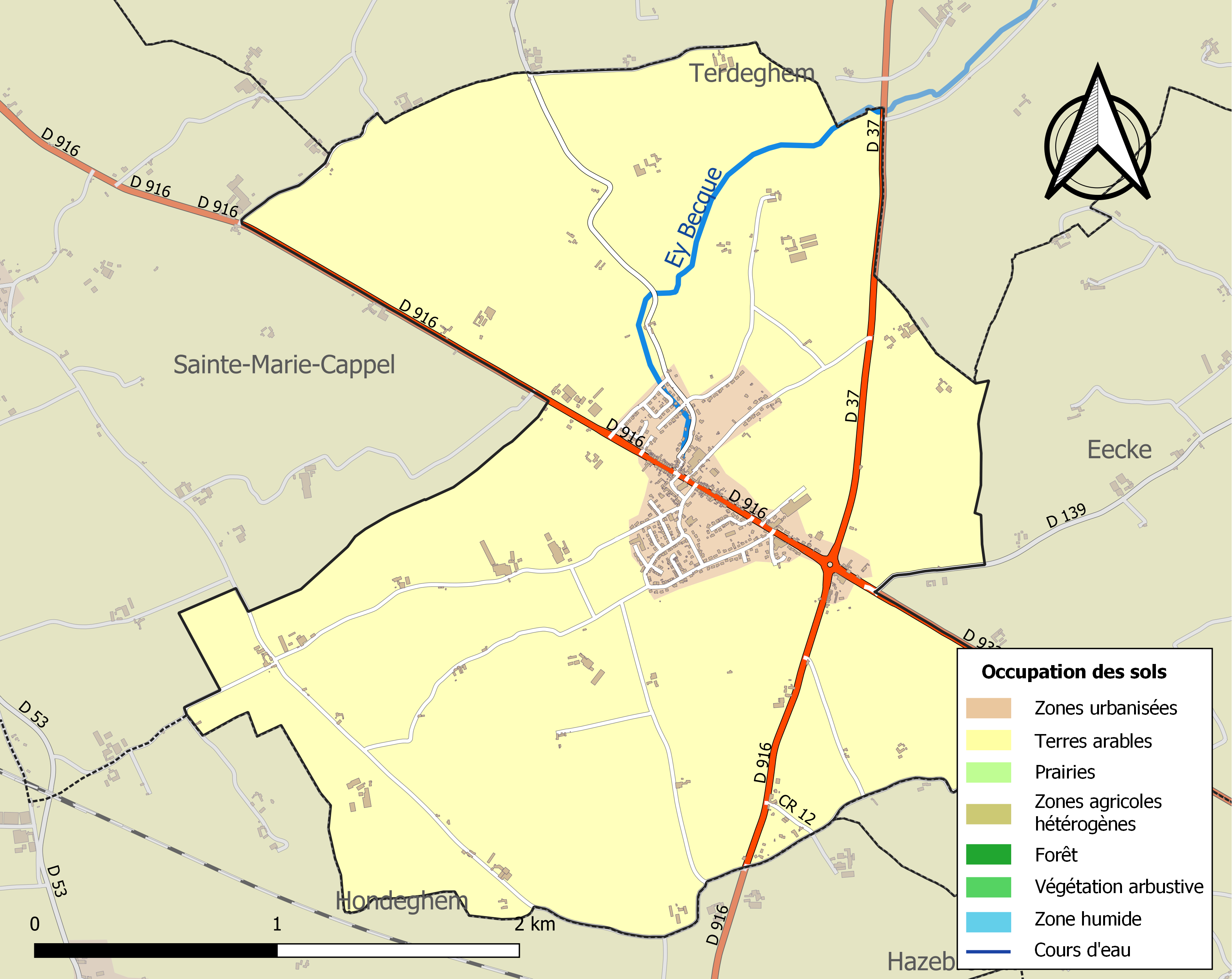
Kaart van de gemeente met belangrijkste infrastructuur, bodemgebruik en omliggende gemeenten

## Bezienswaardigheden
- De Sint-Andreaskerk (Église Saint-André)
- Op de Begraafplaats van Sint-Silvesterkappel liggen 19 Britse oorlogsgraven uit de Tweede Wereldoorlog

## Demografie
Onderstaande figuur toont het verloop van het inwonertal (bron: INSEE-tellingen).

## Nabijgelegen kernen
Kaaster, Eke, Steenvoorde, Terdegem, Sint-Mariakappel, Hondegem
Belle · Berten · Boeschepe · Borre · Eke · Godewaarsvelde · Hondegem · Kaaster · Kassel · Merris · Meteren · Niepkerke · Okselare · Oud-Berkijn · Pradeels · Sint-Janskappel · Sint-Mariakappel · Sint-Silvesterkappel · Stapel · Steenwerk · Strazele · Vleteren · Zoeterstee
Armboutskappel · Arneke · Bambeke · Bavinkhove · Belle · Berten · Bieren · Bissezele · Blaringem · Boeschepe · Boezegem · Bollezele · Borre · Bray-Dunes · Broekburg · Broekkerke · Broksele · Buisscheure · Drinkam · Duinkerke · Ebblingem · Eke · Ekelsbeke · Eringem · Gijvelde · Godewaarsvelde · La Gorgue · Grand-Fort-Philippe · Grevelingen · Groot-Sinten · Hardefoort · Haverskerke · Hazebroek · Herzele · Holke · Hondegem · Hondschote · Hooimille · Houtkerke · Kaaster · Kapelle · Kapellebroek · Kassel · Killem · Kraaiwijk · Krochte · Kwaadieper · Lederzele · Ledringem · Leffrinkhoeke · Linde · Loberge · Loon · Meregem · Merkegem · Merris · Meteren · Millam · Moerbeke · Niepkerke · Nieuw-Berkijn · Nieuw-Koudekerke · Nieuwerleet · Noordpene · Ochtezele · Okselare · Oostkappel · Oud-Berkijn · Oudezele · Pitgam · Pradeels · Rekspoede · Rubroek · Ruisscheure · Sint-Janskappel · Sint-Joris · Sint-Mariakappel · Sint-Momelijn · Sint-Pietersbroek · Sint-Silvesterkappel · Sint-Winoksbergen · Soks · Spijker · Stapel · Steenbeke · Steenvoorde · Steenwerk · Stegers · Stene · Strazele · Terdegem · Téteghem-Coudekerque-Village · Tienen · Uksem · Vleteren · Volkerinkhove · Waalskappel · Warrem · Waten · Wemaarskappel · Westkappel · Wilder · Winnezele · Wormhout · Wulverdinge · Zegerskappel · Zerkel · Zermezele · Zoeterstee · Zuidkote · Zuidpene